# Enekrat
Enebærkrat forekommer i forbindelse med stævningsskovdrift. Samtidig med, at man udnyttede græsningen mellem buskene, kunne disse udnyttes som hegnspæle. Denne naturtype kræver et lysåbent landskab og findes på udpint jord, oftest i Midt- og Vestjylland. Der findes også steder på øerne, hvor naturtypen kan ses, f.eks. Vesterlyng i Nordvestsjælland. Enekrat er en naturtype i Natura 2000-netværket med betegnelsen 5130. 

## Dannelsesforhold
Tidligere blev dette successionstrin på vej fra hede eller overdrev til skov vedligeholdt gennem vedvarende græsning, men det er ikke rentabelt længere, så krattene går til, hvilket vil sige, at de springer i skov.

## Plantevækst
De typiske planter på denne brugspåvirkede naturtype er:
- Almindelig Ene (Juniperus communis)
- Almindelig Hvidtjørn (Crataegus laevigata)
- Hedelyng (Calluna vulgaris)
- Hunde-Rose (Rosa canina)
- Slåen (Prunus spinosa)
- Vinter-Eg (Quercus petraea)